# Temnocerus rubripes
Temnocerus rubripes is een keversoort uit de familie Rhynchitidae. De wetenschappelijke naam van de soort is voor het eerst geldig gepubliceerd in 1916 door Reitter.